# Silviu Florea
Pour les articles homonymes, voir Florea.

a Compétitions nationales et continentales officielles uniquement.

b Matchs officiels uniquement.
Dernière mise à jour le 2 juillet 2018.
Silviu Florea, né le 19 avril 1977 à Bucarest (Roumanie), est un joueur international roumain de rugby à XV. Il joue au poste de pilier droit.

## Biographie
Après avoir joué à Cannes-Mandelieu, il est retourné en Roumanie en 2003 pour jouer avec le Steaua Bucarest, club avec lequel il a remporté le titre national. Il est ensuite revenu en France pour jouer avec le Racing métro 92.

## Statistiques en équipe nationale
- 29 sélections avec la Roumanie.
- 1er test match le 18 novembre 2000 contre l'équipe d'Italie

Il a disputé trois matchs de la Coupe du monde de rugby 2003, deux de la Coupe du monde de rugby 2007 et quatre de la Coupe du monde de rugby 2011.

## Palmarès
- Champion de Roumanie en 2003